# Anthophora dammersi
Anthophora dammersi är en biart som beskrevs av Timberlake 1937. Anthophora dammersi ingår i släktet pälsbin, och familjen långtungebin. Inga underarter finns listade i Catalogue of Life.